# Sergej Eisenstein

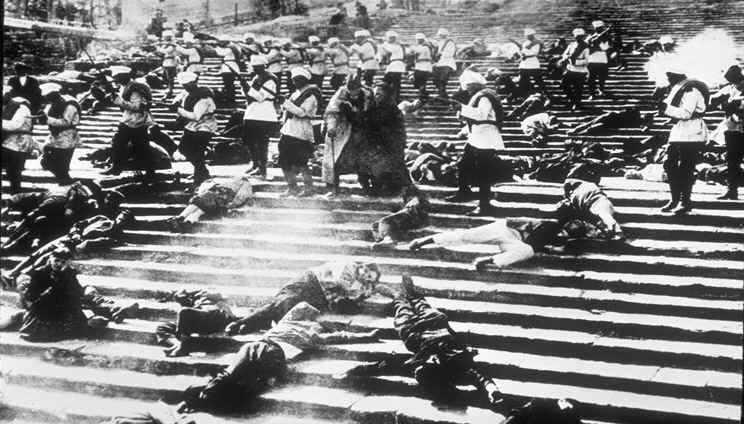
Scen ur Eisensteins Pansarkryssaren Potemkin (1925).

Sergej Michajlovitj Eisenstein (ryska: Серге́й Миха́йлович Эйзенште́йн, Sergéj Michájlovitj Ejzensjtéjn, /sʲɪrˈgʲej ejzənˈʃtejn/), född 22 januari 1898 i Riga, död 11 februari 1948 i Moskva, var en sovjetrysk filmregissör och filmteoretiker.
Denne inflytelserike sovjetiske filmregissör har enligt uppgift fått utstå förföljelse från sitt hemlands regering och misstro från väst. Han lyckades göra den sovjetiska filmen såväl känd som erkänd, med filmer såsom Pansarkryssaren Potemkin – betraktad som en av stumfilmens mer betydande verk – och Storm över Ryssland. Han var en av grundarna av Allryska Statliga Kinematografiska Institutet (VGIK).

## Liv och karriär

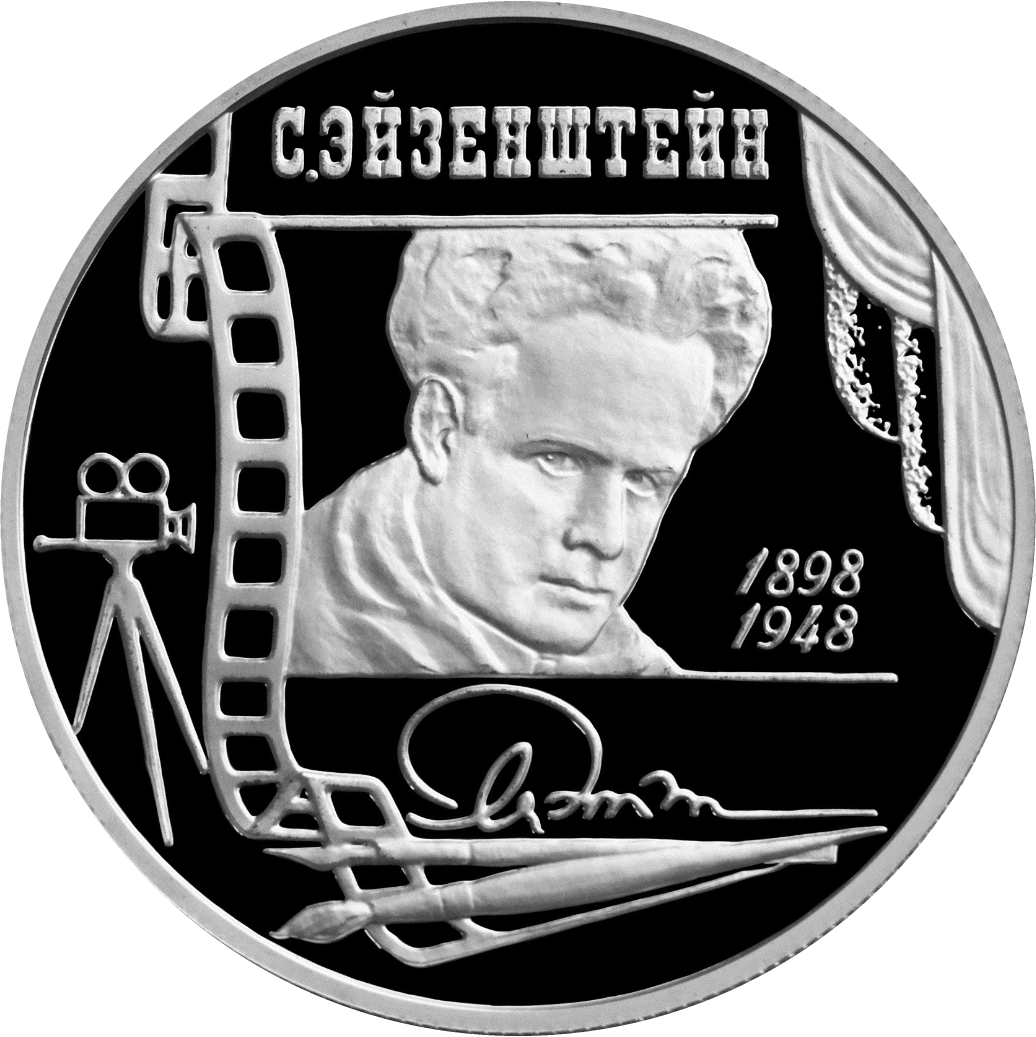
Minnesmynt utgivet 1998 till Eisensteins 100-årsdag.

Sergej Eisensteins far Michail Eisenstein var tysk-judisk arkitekt, hans mor Julia Konetskaja var rysk-ortodox; via sin farmor påstods han även ha svenskt påbrå. Eisenstein utbildade sig till byggnadsingenjör och arkitekt, innan han anslöt sig till Röda armén där han verkade som propagandist. Han studerade också japanska; det japanska skriftspråket skulle komma att få inflytande på hans filmmontage.
Så småningom hamnade han vid teatern och gjorde sin första kortfilm 1923 som en del av en teaterpjäs. Hans första långfilm var Strejken (1925). Efter denna revolutionära film fick han i officiellt uppdrag att göra en film som hyllade 1905 års revolutionsförsök. Pansarkryssaren Potemkin (1925) fick stor internationell uppmärksamhet och i synnerhet de långa montagesekvenserna, såsom den kända trappsekvensen, har haft stort inflytande på filmkonstens utveckling. Uppskattningen från det sovjetiska ledarskapet var inte lika stor för vare sig denna eller hans nästföljande filmer.
Eisenstein reste i slutet av 1920-talet till Europa och USA för att studera ljudfilm. Han blev erbjuden att göra en film för Paramount Pictures, men denna blev aldrig av. Via Charlie Chaplin fick Eisenstein kontakt med författaren Upton Sinclair som finansierade en film som skulle spelas in i Mexiko. Eisenstein åkte till Mexiko tillsammans med paret Sinclair och påbörjade Storm över Mexiko. Efter en dispyt avbröt dock Sinclair produktionen och Eisenstein kunde inte fullborda filmen. Sinclair sammanställde dock filmen från det material som var filmat och släppte den i Eisensteins namn.
Tillbaka i Moskva undervisade han på filmskolan VGIK. 1935 påbörjade han sin första ljudfilm men färdigställde den aldrig. Senare fick han i uppdrag att regissera filmen Storm över Ryssland, om den ryske nationalhjälten Alexander Nevskij. Filmen mottogs positivt såväl i hemlandet som utomlands. Hans nästa historiska film var Ivan den förskräcklige I (1944), som var tänkt att bli den första filmen i en trilogi. Filmen uppskattades av Stalin; Eisenstein fick Stalinpriset och gjorde en uppföljare. Denna blev dock inte uppskattad och släpptes först 1958, tio år efter Eisensteins död. Materialet till den tredje filmen i trilogin konfiskerades.
I slutet av sin karriär ägnade sig Eisenstein åt att studera filmteori. Han dog 1948.

## Filmografi (svensk premiär)[5]
- 1923 - Dnevnik Glumova – regi, manus, skådespelare och klippning
- 1925 (1978,TV2) - Strejken – regi, manus och klippning
- 1925 (1926, 1952 [6]) – Pansarkryssaren Potemkin – regi, manus och klippning samt rollen som andrekocken [7]
- 1927 (1928, 1970) – Dagar som skakat världen – regi och manus
- 1929 (1930) - Kampen för Jorden – regi och manus
- 1933 (1934) - Storm över Mexiko – regi och synopsis
- 1937 (1973) - Bezjins äng – regi och manusbearbetning
- 1938 (1943) - Storm över Ryssland – regi och manus [8]
- 1944 (1945) - Ivan den förskräcklige I – regi, manus och klippning [9]
- 1958 (1959) - Ivan den förskräcklige II – regi, manus och klippning [10]